# Empire (série de televisão)
Empire é uma série de televisão estadunidense, do gênero drama musical, criada por Lee Daniels e Danny Strong, e transmitida pela FOX de 7 de janeiro de 2015 a 21 de abril de 2020. Embora tenha sido filmada em Chicago, o show é ambientado em Nova Iorque. A série é centrada em uma empresa fictícia de hip hop e entretenimento, a Empire Entertainment, e o drama entre os membros da família que disputam pelo poder e controle da empresa. É estrelada por Terrence Howard, Taraji P. Henson, Bryshere Y. Gray, Jussie Smollett e Trai Byers como membros da família Lyon, juntamente com um elenco secundário, incluindo Grace Byers, Kaitlin Doubleday, Gabourey Sidibe, Ta'Rhonda Jones, Serayah, Malik Yoba e Vivica A. Fox.
A série estreou nos Estados Unidos pela emissora FOX em 7 de janeiro de 2015; a segunda temporada estreou em 23 de setembro de 2015 e a terceira temporada estreou em 21 de setembro de 2016, a quarta temporada estreou no dia 27 de setembro de 2017. Em 2 de maio de 2018, a FOX renovou a série para uma quinta temporada, com Brett Mahoney assumindo o papel de roterista principal, no lugar de Ilene Chaiken. A temporada estreou em 26 de setembro de 2018.
Na TV aberta, foi exibida pela Rede Globo, a primeira vez em 18 de dezembro de 2017 a 22 de dezembro de 2017, e a segunda em 12 de março a 30 de março de 2018. "Empire" foi renovada para uma quinta e sexta temporada.
A série é exibida no Brasil pelo canal Fox Life (TV por assinatura) e pela Rede Globo (TV aberta). Em Portugal é exibida pelo canal Fox Life.

## Sinopse
Lucious Lyon (Terrence Howard) é um rapper que saiu das ruas e prosperou na música. Dono da gravadora Empire, ele construiu um império no meio musical. Quando descobre ter uma grave doença, ele decide eleger um de seus três filhos  - André (Trai Byers), Jamal (Jussie Smollett) ou Hakeem (Bryshere Y. Gray) - para ocupar seu trono. Ao mesmo tempo, Cookie (Taraji P. Henson), sua afiada ex-esposa, retorna depois de passar 17 anos na prisão disposta a recuperar tudo que perdeu. Ao longo da história é revelado que Lucious tem um passado sombrio do qual não pode fugir. A segunda temporada se concentra principalmente na competição entre a Dinastia Lyon, formada e liderada por Cookie e Império.

## Elenco
| Ator/Atriz         | Personagem             | Temporada       | Temporada       | Temporada       | Temporada       | Temporada       | Temporada       |
| Ator/Atriz         | Personagem             | 1               | 2               | 3               | 4               | 5               | 6               |
| ------------------ | ---------------------- | --------------- | --------------- | --------------- | --------------- | --------------- | --------------- |
| Terrence Howard    | Lucious Lyon           | Principal       | Principal       | Principal       | Principal       | Principal       | Principal       |
| Taraji P. Henson   | Cookie Lyon            | Principal       | Principal       | Principal       | Principal       | Principal       | Principal       |
| Bryshere Y. Gray   | Hakeem Lyon            | Principal       | Principal       | Principal       | Principal       | Principal       | Principal       |
| Jussie Smollett    | Jamal Lyon             | Principal       | Principal       | Principal       | Principal       | Principal       | Does not appear |
| Trai Byers         | Andre Lyon             | Principal       | Principal       | Principal       | Principal       | Principal       | Principal       |
| Grace Byers        | Anika Calhoun          | Principal       | Principal       | Principal       | Principal       | Does not appear | Does not appear |
| Malik Yoba         | Vernon Turner          | Principal       | Does not appear | Does not appear | Does not appear | Does not appear | Does not appear |
| Kaitlin Doubleday  | Rhonda Lyon            | Principal       | Principal       | Recorrente      | Participação    | Does not appear | Does not appear |
| Gabourey Sidibe    | Becky Williams         | Recorrente      | Principal       | Principal       | Principal       | Principal       | Principal       |
| Ta'Rhonda Jones    | Porsha Taylor          | Recorrente      | Principal       | Principal       | Principal       | Principal       | Principal       |
| Serayah            | Tiana Brown            | Recorrente      | Principal       | Principal       | Principal       | Principal       | Principal       |
| Morocco Omari      | Tariq Cousins          | Does not appear | Recorrente      | Principal       | Does not appear | Does not appear | Does not appear |
| Bre-Z              | Freda Gatz             | Does not appear | Recorrente      | Principal       | Does not appear | Does not appear | Participação    |
| Xzibit             | Shyne Johnson          | Does not appear | Participação    | Principal       | Principal       | Participação    |                 |
| Andre Royo         | Thirsty Rawlings       | Does not appear | Recorrente      | Recorrente      | Principal       | Principal       | Does not appear |
| Rumer Willis       | Tory Ash               | Does not appear | Does not appear | Recorrente      | Principal       | Does not appear | Does not appear |
| Terrell Carter     | Warren Hall            | Does not appear | Does not appear | Participação    | Principal       | Does not appear | Participação    |
| Nicole Ari Parker  | Giselle Sims-Barker    | Does not appear | Does not appear | Does not appear | Recorrente      | Principal       | Principal       |
| Chet Hanks         | Blake Sterling         | Does not appear | Does not appear | Does not appear | Recorrente      | Principal       | Does not appear |
| Rhyon Nicole Brown | Maya Landry-Lyon       | Does not appear | Does not appear | Does not appear | Participação    | Principal       | Principal       |
| A.Z. Kelsey        | Jeff Kingsley          | Does not appear | Does not appear | Does not appear | Does not appear | Principal       | Principal       |
| Vivica A. Fox      | Candace Holloway-Mason | Does not appear | Recorrente      | Recorrente      | Recorrente      | Recorrente      | Principal       |
| Meta Golding       | Teri Lyon              | Does not appear | Does not appear | Does not appear | Does not appear | Recorrente      | Principal       |
| Mario              | Devon                  | Does not appear | Does not appear | Does not appear | Does not appear | Recorrente      | Principal       |
| Katlynn Simone     | Treasure               | Does not appear | Does not appear | Does not appear | Does not appear | Recorrente      | Principal       |
| Wood Harris        | Damon Cross            | Does not appear | Does not appear | Does not appear | Does not appear | Recorrente      | Principal       |

### Elenco recorrente
- AzMarie Livingston como Chicken
- Naomi Campbell como Camilla Marks
- Rafael de La Fuente como Michael Sanchez
- Derek Luke como Malcolm DeVeaux
- Teyonah Parris como Detetive Pamela Rose
- Antoine McKay como Marcus ''Bunkie'' Williams
- Leah Jeffries como Lola Lyon
- Tasha Smith como Carol Hardaway
- Damon Gupton como Detetive Calvin Walker
- Nealla Gordon como Agente Harlow Carter
- Eka Darville como Ryan Morgan
- Jennifer Hudson como Michelle White
- Jennifer Joan Taylor como Dra. Shahani
- Mike Moh como Steve Cho
- Judd Nelson como Billy Baretti
- James Washington como Titan

### Participações especiais
- Courtney Love como Elle Dallas
- Raven-Symoné como Olivia Lyon
- Alicia Keys como Skye Summers
- Cuba Gooding Jr. como Dwayne ''Puma'' Robinson
- Gladys Knight como Ela mesma
- Anthony Hamilton como Ele mesmo
- Sway Calloway como Ele mesmo
- DeRay Davis como Jermel
- Estelle como Delphine
- Mary J. Blige como Angie
- Snoop Dogg como Ele mesmo
- Rita Ora como Ela mesma
- Juicy J como Ele mesmo
- Patti LaBelle como Ela mesma
- Charles Hamilton como Ele mesmo
- Ne-Yo como Ele mesmo
- Pitbull como Ele mesmo
- Ánderson Lard como Dandack
- Kelly Rowland como Leah Walker
- Mariah Carey como Kitty

## Episódios
| Temporada | Temporada | Episódios | Data de estreia        | Data de encerramento | Média de audiência (milhões) |
| Temporada | Temporada | Episódios | Estreia de temporada   | Final de temporada   | Média de audiência (milhões) |
| --------- | --------- | --------- | ---------------------- | -------------------- | ---------------------------- |
|           | 1         | 12        | 7 de janeiro de 2015   | 18 de março de 2015  | 17.33                        |
|           | 2         | 18        | 23 de setembro de 2015 | 18 de maio de 2016   | 15.94                        |
|           | 3         | 18        | 21 de setembro de 2016 | 24 de maio de 2017   | 10.37                        |
|           | 4         | 18        | 27 de setembro de 2017 | 23 de maio de 2018   | 7.45                         |
|           | 5         | 18        | 26 de setembro de 2018 | 8 de maio de 2019    | 6.38                         |
|           | 6         | 18        | 24 de setembro de 2019 | 21 de abril de 2020  | 4.04                         |